# Scharlaken eik
De scharlaken eik (Quercus coccinea) is een eenhuizige boom uit de napjesdragersfamilie (Fagaceae). Hij is inheems in het midden en oosten van de Verenigde Staten en is nauw verwant aan de moeraseik (Q. palustris) en de Amerikaanse eik (Q. rubra).

## Beschrijving
De scharlaken eik is een snelgroeiende, middelgrote loofboom met een losse, ronde kroon. Hij kan een hoogte bereiken van 30 meter.
De gladde bladeren staan verspreid op de takken. Ze zijn aan de bovenzijde glanzend groen en aan de onderzijde doffer glanzend lichtgroen. De herfstkleuren zijn gewoonlijk fel scharlakenrood. Elk blad heeft een drie tot zes centimeter lange bladsteel. De bladschijf meet acht tot achttien centimeter en heeft een brede, afgeplatte voet. De bladrand is bochtig en heeft meestal zeven onregelmatige, smalle lobben, met elk drie tot zeven spits toelopende punten. Eén lob vormt het bladuiteinde, de overigen staan aan weerszijden van de middennerf. Soms telt het blad aan een zijde vier lobben. De ronde bochten tussen de lobben zijn breed en diep en reiken vaak bijna tot de middennerf.

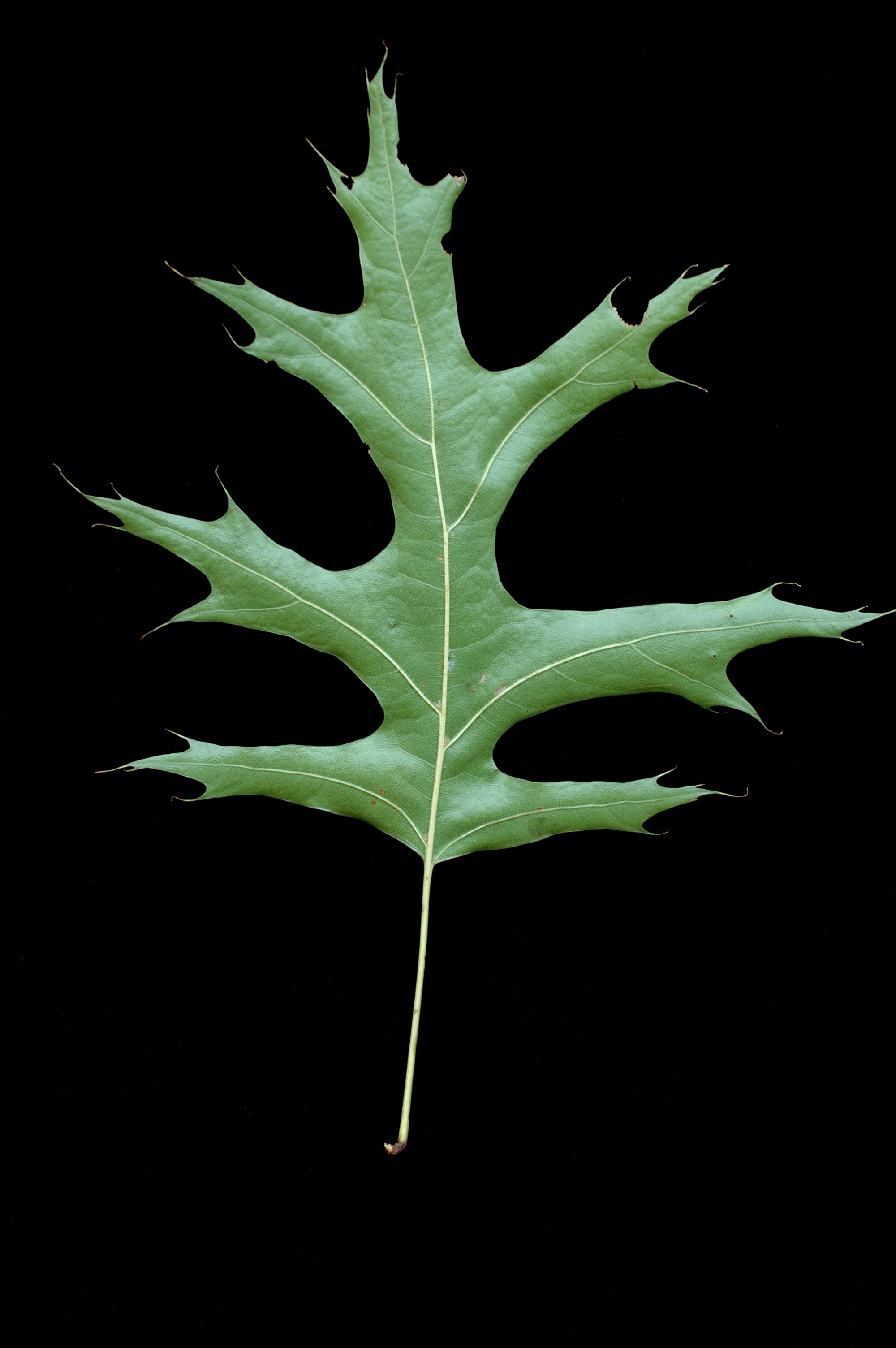
Blad
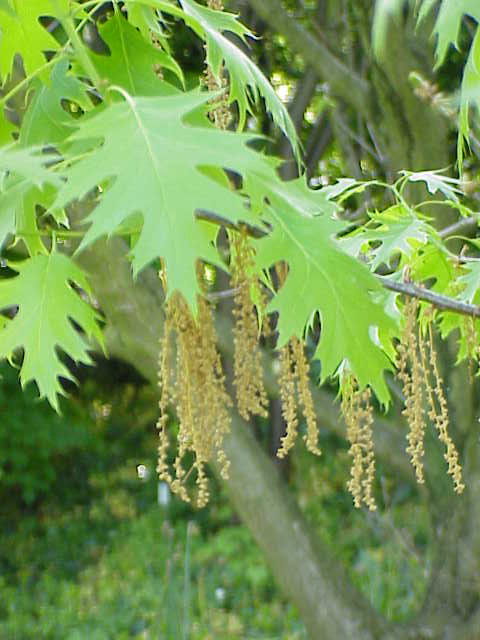
Bloeiwijzen
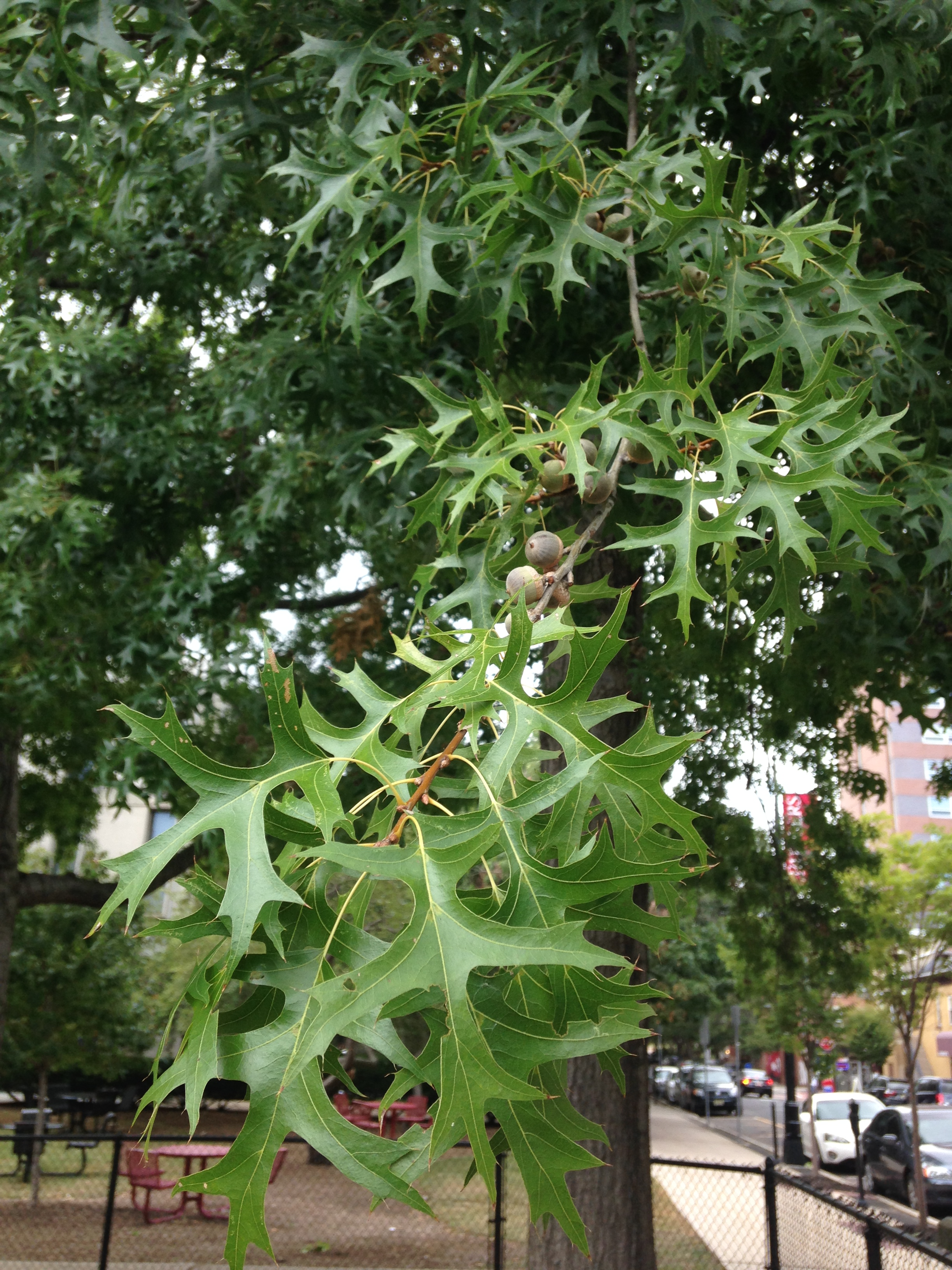
Tak met eikels
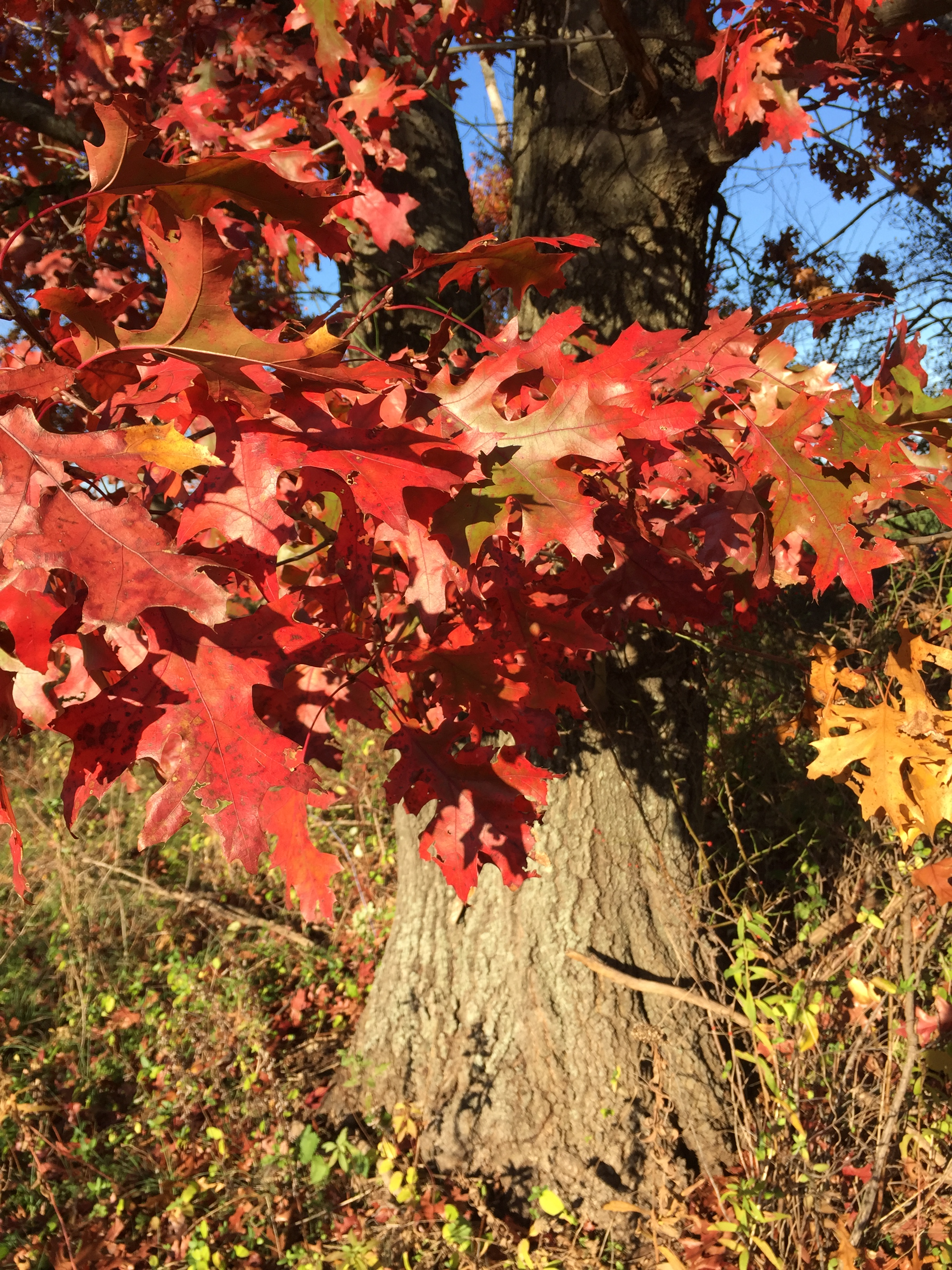
Bladeren in de herfst
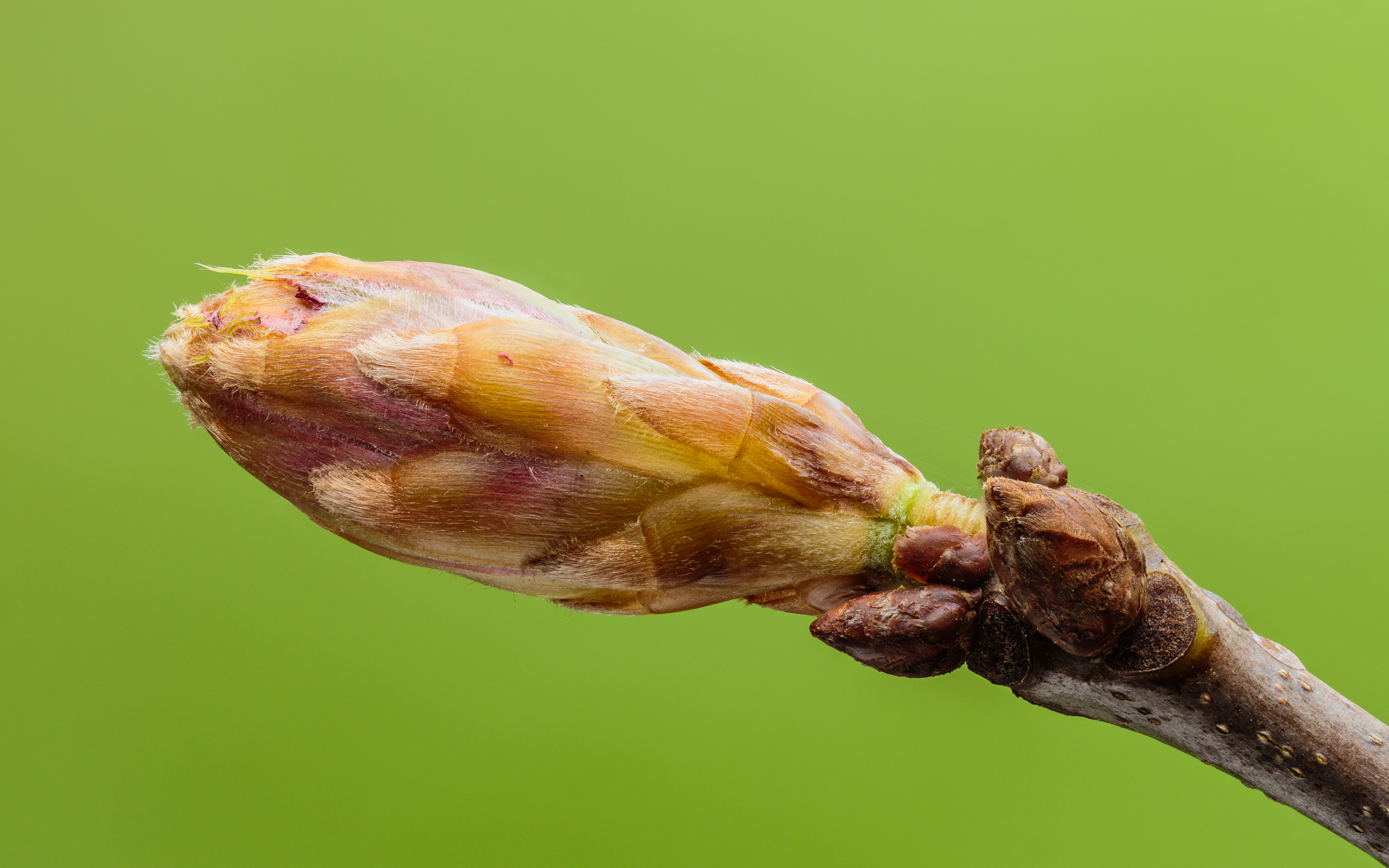
Bladknop in ontwikkeling.

De mannelijke bloeiwijze is een katje, de vrouwelijke bloemen zijn klein en onopvallend. In Europa draagt de scharlaken eik vanaf oktober eikels. Deze zijn gedrongen eivormig en tot 2,5 centimeter lang. Het komvormige napje bedekt de vrucht voor een derde tot de helft en is bedekt met grove schubben. Ze zijn in de herfst van het tweede jaar na de bestuiving rijp. De kern smaakt zeer bitter.

### Onderscheid met gelijkende soorten
De scharlaken eik lijkt sterk op verwante eiken in zijn leefgebied, namelijk de moeraseik (Q. palustris) en de blikeik (Q. velutina). Ook kan hij mogelijk worden verward met de Amerikaanse eik (Q. rubra). Al deze soorten hebben bladeren met spitse punten.
De bladschijf van de scharlaken eik is kleiner dan bij de Amerikaanse eik en heeft slankere lobben. Het blad lijkt vooral sterk op dat van de moeraseik. Deze heeft echter fijne haartjes, is symmetrischer van vorm met diepere inhammen en wordt in de herfst bronskleurig. De eikel van de moeraseik heeft bovendien een dieper napje.

## Verspreiding

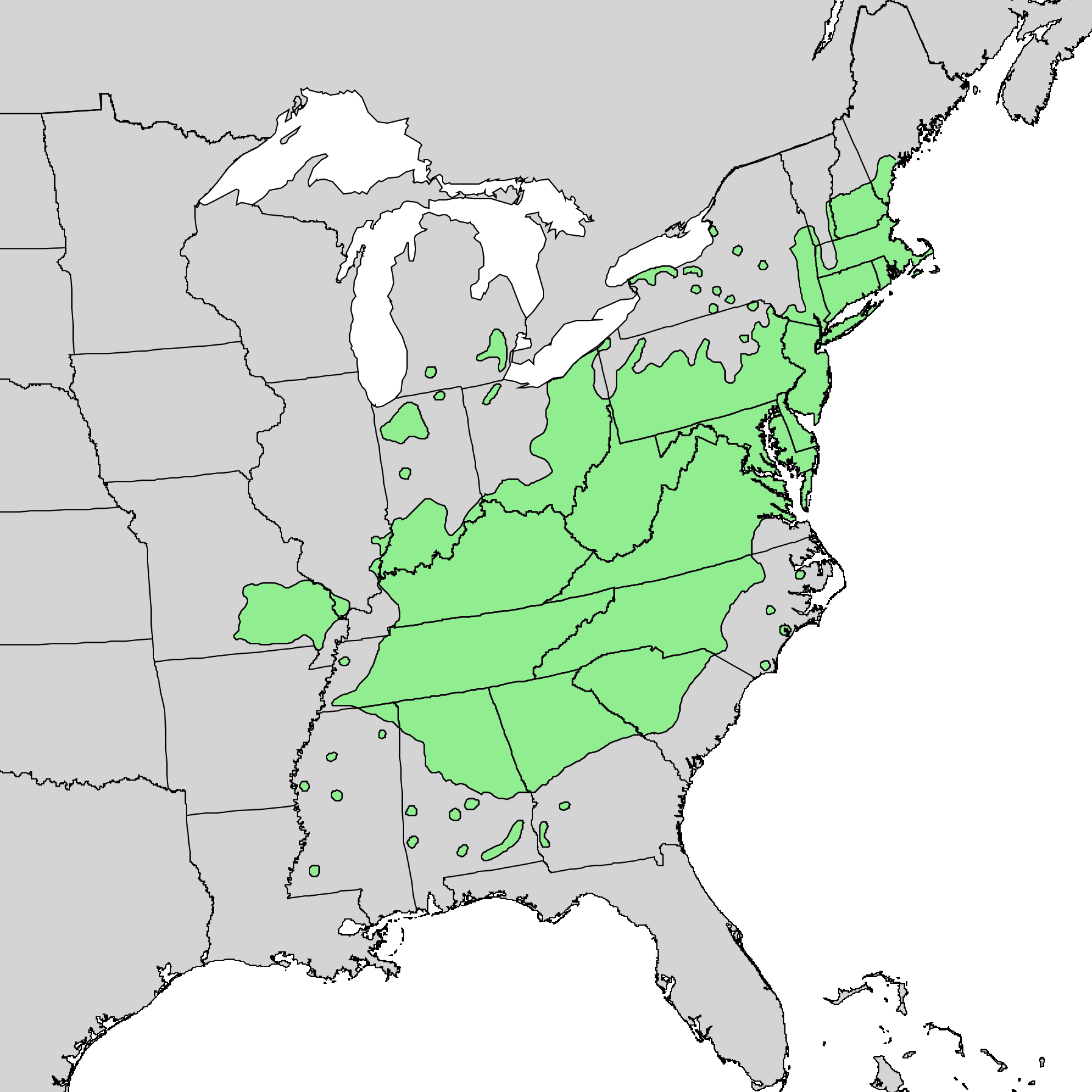
Natuurlijke verspreidingsgebied in de Verenigde Staten

De scharlaken eik is inheems in het midden en oosten van de Verenigde Staten; van het zuiden van Maine in het oosten tot Wisconsin en Missouri in het westen. In het zuiden komt de boom voor tot in Louisiana, Alabama en Georgia.
De standplaats van de scharlaken eik is voornamelijk arme, zure grond. In veel eikenbossen is het een prominente boom.

## Toepassingen
De scharlaken eik wordt in veel delen van de wereld als sierboom aangeplant, waaronder ook in België en Nederland. Hij wordt echter minder vaak gecultiveerd dan de Amerikaanse eik en de moeraseik. De cultivar 'Splendens' is bekroond met de Award of Garden Merit, die jaarlijks wordt uitgereikt door de Royal Horticultural Society.
Het hout van de scharlaken eik wordt vaak verkocht als Amerikaanse eik (dus als rood eiken), maar is van mindere kwaliteit. Er kunnen minder lange planken van worden gezaagd.